# Forsterinaria neonympha
Forsterinaria neonympha is een vlinder uit de onderfamilie Satyrinae van de familie Nymphalidae.
De voorvleugellengte  van de imago bedraagt 22 tot 28 millimeter. De soort komt voor van Mexico tot Bolivia.
De wetenschappelijke naam van de soort is voor het eerst geldig gepubliceerd door C. & R. Felder in 1867.